# Cuiabá
Cuiabá è una città del Brasile, capitale dello Stato del Mato Grosso, parte della mesoregione del Centro-Sul Mato-Grossense e della microregione di Cuiabá.
Sorge sulle rive del Rio Cuiabá, affluente del fiume Paraguay e con la vicina Várzea Grande forma un unico agglomerato urbano di più di 850 000 abitanti.

## Storia
I primi segni di Bandeirantes paulisti nella regione in cui si trova oggi la città risalgono al 1673 e al 1682, quando visitò Manoel de Campos Bicudo. Fondò il primo villaggio della regione, dove il fiume Coxipó sfocia in Cuiabá, chiamato São Gonçalo Beira-Rio.
Nel 1718, la bandiera del nativo di Sorocaba, Pascoal Moreira Cabral, arrivò sul sito, già abbandonato. Alla ricerca degli indigeni, Moreira Cabral salì a Coxipó, dove combatté una battaglia con gli indiani Coxiponé. Persa la battaglia, i bandeirantes tornarono e trovarono l'oro lungo la strada, abbandonando così la cattura degli indiani per dedicarsi all'estrazione mineraria.
Nel 1719, Pascoal Moreira fu eletto, in un'elezione diretta in mezzo alla giungla, comandante della regione di Cuiabá. L'8 aprile 1719 Pascoal firmò il verbale della fondazione di Cuiabá nel luogo noto come Forquilha, sulle rive del Coxipó, per garantire i diritti della scoperta al Capitanato di San Paolo.
Nell'ottobre del 1722, gli indiani schiavi di Miguel Sutil, anch'egli bandeirante di Sorocaba, scoprirono sulle rive del torrente Prainha una grande quantità d'oro, maggiore di quella precedentemente trovata a Forquilha. L'afflusso di persone divenne grande e anche la popolazione di Forquilha si spostò vicino a questa nuova località.

## Sport

### Calcio
La squadra principale della città è il Cuiabá Esporte Clube militante in Série A. È una delle 12 città brasiliane che hanno ospitato il Campionato mondiale di calcio 2014.

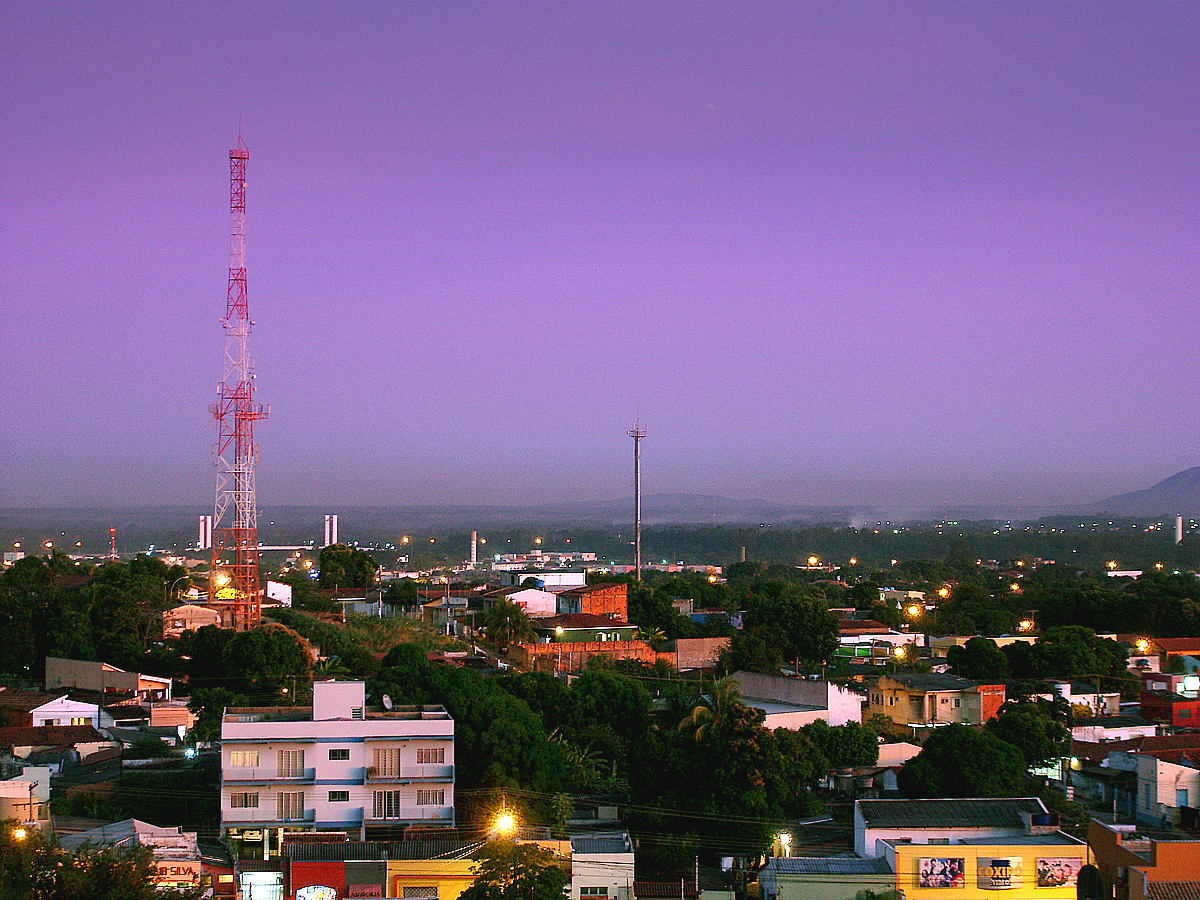
Cuiabá al tramonto

### Gemellaggi
- Arica
- Iquique
- Torino
- Hamamatsu